# Квасников, Евгений Иванович
Евгений Иванович Квасников (22 февраля 1906, Глухов, Сумской уезд, Харьковская губерния, Российская империя — 18 сентября 1995, Украина) — советский, узбекский и украинский учёный -микробиолог.

## Биография
Родился 22 февраля 1906 года в Глухове. В 1924 году поступил в Киевский Университет, носивший тогда название Высший институт народного образования имени М. П. Драгоманова (ВИНО), который он окончил в 1929 году. С 1932 по 1941 год работал в Киевском технологическом институте пищевой промышленности. В 1941 году в связи с началом ВОВ, был призван в армию и отправлен на фронт. В 1945 году после демобилизации приехал в Ташкент (Узбекская ССР), где была в эвакуации его семья. С 1945 по 1960 год работал в Институте ботаники, Среднеазиатском Государственном университете, среднеазиатском филиале Всесоюзного научно-исследовательского института виноделия и виноградарства «Магарач»
В 1960 году  вернулся на родину и в УССР заведовал отделом физиологии промышленных микроорганизмов Института микробиологии и вирусологии и проработал вплоть до начала 1990-х годов, затем ушёл на пенсию.
Был трижды женат, от первого брака имел двоих детей — Татьяну (микробиолог, пошла по стопам отца) и Владимира (геолог) и трёх внуков.
Скончался 18 сентября 1995 года на Украине.

## Научные работы
Основные научные работы посвящены общей, промышленной и сельскохозяйственной микробиологии. Наиболее существенен его вклад в биологию молочнокислых бактерий.
- Описал новые виды микроорганизмов.

## Членство в обществах
- 1967-91 — Член-корреспондент АН УССР.
- 1975-91 — Почётный член Всесоюзного микробиологического общества.

## Награды и премии
- 1971 — Государственная премия СССР.